# 第31回寬仁親王牌・世界選手権記念トーナメント
第31回寬仁親王牌・世界選手権記念トーナメントは、2022年10月20日（木）から23日（日）まで、前橋競輪場（群馬県前橋市）で開催された競輪のGI競走である。優勝賞金は3,532万円（副賞込み）。

## 決勝戦

### 競走成績
- 10月23日（日）第12レース[2][3][4][5][6]
- 誘導員…稲村成浩（群馬）[2]

| 着  | 番 | 選手名     | 齢 | 府県 | 期別 | 班 | 着差  | 上り | 決ま り手 | S/J H/B | 個人 状況        |
| --- | -- | ---------- | -- | ---- | ---- | -- | ----- | ---- | --------- | ------- | ---------------- |
| 1   | 9  | 新田祐大   | 36 | 福島 | 90   | 1  |       | 9.5  | 差し      |         |                  |
| 2   | 3  | 守澤太志   | 37 | 秋田 | 96   | S  | 1/4輪 | 9.5  | 捲り      |         |                  |
| 3   | 5  | 松浦悠士   | 31 | 広島 | 98   | S  | 1/2身 | 9.6  |           |         |                  |
| 3.5 |    |            |    |      |      |    |       |      |           |         |                  |
| 4   | 8  | 稲川翔     | 37 | 大阪 | 90   | 1  | 3/4輪 | 9.7  |           |         | 走注 押圧        |
| 5   | 1  | 古性優作   | 31 | 大阪 | 100  | S  | 3/4輪 | 9.9  |           | JHB     | 走注 斜行 / 蛇行 |
| 6   | 2  | 平原康多   | 40 | 埼玉 | 87   | S  | 1/2身 | 9.7  |           | S       | 走注 斜行        |
| 7   | 7  | 吉田拓矢   | 27 | 茨城 | 107  | S  | 1/2身 | 9.9  |           |         |                  |
| 8   | 6  | 井上昌己   | 43 | 長崎 | 86   | 1  | 1身   | 9.8  |           |         |                  |
| 9   | 4  | 小松崎大地 | 40 | 福島 | 99   | 1  | 9身   | 10.6 |           |         | 事故入           |

### 配当金額
- 上段：複式、下段：単式

| 2枠連    | 2枠連        |             | 2車連        | 2車連       | 3連勝          | 3連勝           | ワイド                             | ワイド |
| 57,484票 | 57,484票     | 158,069票   | 158,069票    | 817,633票   | 817,633票      | 77,994票        | 77,994票                           |        |
|          |              |             |              |             |                |                 |                                    |        |
| 3=6      | 2,380円 (11) | 3=9         | 3,130円 (15) | 3=5=9       | 5,850円0 (26)  | 3=9 5=9 3=5     | 1,010円 (18) 600円0 (6) 820円 (12) |        |
| 6-3      | 3,350円 (19) | 9-3         | 4,120円 (18) | 9-3-5       | 28,390円 (113) | 3=9 5=9 3=5     | 1,010円 (18) 600円0 (6) 820円 (12) |        |
|          |              |             |              |             |                |                 |                                    |        |
| 91,072票 | 91,072票     | 1,115,064票 | 1,115,064票  | 9,373,456票 | 9,373,456票    | 計 11,690,772票 | 計 11,690,772票                    |        |

### レース概要
1着到達の新田（9番選手）は、最終周回における2件で審議対象となったが、どちらもセーフ。まず4番選手の自転車故障（これは6番選手と共に審議対象）は、相互接触による発生で違反性はないという見解。そして、内側追抜は前の1番選手が外帯線を外しており、内圏線踏切も外側5番選手の影響を受けたものと判断された。ついにGIグランドスラムを達成した。
最後方から自力で捲って、煽りを乗り越えながら外を踏んだ守澤が1/4車輪差の2着。

## 特記事項
- 前橋競輪場での寬仁親王牌開催は、脇本雄太[注 1]が優勝した第29回大会以来2年ぶり22度目（なお、次回は弥彦競輪場で2年ぶりに開催された）。

- 今開催はCOVID-19の影響で、前橋本場の滞留人数を最大5,000人[注 2]・特別観覧席57人に制限した上での開催となった。

- 開会式での選手宣誓は、佐々木悠葵が行った[14]。

- 決勝戦の地上波中継は、最終日の16:00 - 16:55にテレビ東京《TXN系列・BSテレ東 全7局ネット》「目指せ赤城山！自転車よりみち旅 第31回寬仁親王牌・世界選手権記念トーナメント（GI）決勝戦」にて放送[15][16]。また、テレビ東京《TXN系列 全6局ネット》では10月23日の24:30 - 24:35[注 3]の枠でダイジェスト番組として「第31回寬仁親王牌（ＧⅠ）決勝プレイバック」で改めて決勝戦を録画中継した。

- シリーズ全体での売上目標は85億円[17]であったが、最終的には83億1857万9000円に留まり、目標額には達しなかった（但し、対前回比では104.1%で上回った）[18]。なお、各日ごとの売上額は、初日17億9285万8100円[19]、2日目16億1306万3700円[20]、3日目19億8057万1800円[2]、最終日29億3208万5400円。
  - 1億7310万8800円 - 本場
  - 46億4193万3400円 - 場外
  - 34億5086万0300円 - 電話・インターネット投票
  - 83億1857万9000円 - 計

### 競走データ
- S級S班は全9選手が出場した。また、初日第12レースの日本競輪選手会理事長杯は、佐世保で予定されていた当年の全日本プロ選手権自転車競技大会（全プロ）が中止となったため選考条件が一部変更となり、S級S班の9人がそのまま出場した。

- 今回は、GI初優出はいなかったが、井上昌己が2017年の第68回高松宮記念杯競輪以来5年ぶりのGI優出となった。なお、決勝戦ではS班は5名が勝ち上がり、このうち古性優作は2021年の第63回朝日新聞社杯競輪祭以来6大会連続GI優出[注 4]となった。

- 前回大会まで連続28回出場（当大会最高記録）を続けていた神山雄一郎[21]は今回は選出されず、記録が途切れた。

- グランドスラムに王手をかけていた新田祐大は、決勝戦ではゴール前でインを強襲し優勝、自身3年ぶりのGIタイトル獲得となった。これにより、1999年に達成した神山雄一郎以来23年ぶり、史上4人目（GI6大会となった現行制度では神山に次ぐ史上2人目）のグランドスラムを達成した[22]。

- 今回、出場正選手として選考されながら不参加であったのは村上義弘と阿部将大の2名のみで、村上は引退による欠場、阿部は負傷による欠場であった（代わりに補欠から山口泰生と伊藤裕貴が繰り上がり、追加で出場）。また、レース中に落車はあったものの途中欠場は中川誠一郎の1名のみ（2日目からは補充で川口聖二が出場した）であり、3日目終了時点でそれ以外の途中欠場や失格者は出なかったため、近年（特にCOVID-19の影響があった2020年以降）の4日間制GI大会では珍しく前年に続き最終日一般戦も含めて4日間全てのレースで9車立てにて行われた。